# Mathias Feller
Mathias Feller (Lussemburgo, 12 ottobre 1904 – 16 giugno 1953) è stato un calciatore lussemburghese, di ruolo difensore.

## Carriera

### Club
Ha sempre giocato nel campionato lussemburghese.

### Nazionale
Ha rappresentato la Nazionale del suo paese alle Olimpiadi del 1928.